# Motonobu Kanō
Motonobu Kanō (jap. 狩野元信 Kanō Motonobu; ur. 28 sierpnia 1476, zm. 5 listopada 1559) – malarz japoński. 
Syn Masanobu Kanō, założyciela szkoły Kanō i zięć Mitsunobu Tosy, mistrza malarstwa w stylu japońskim yamato-e, reprezentanta szkoły Tosa. Talent przejawił bardzo wcześnie i został wzięty na służbę przez sioguna (Yoshizumi Ashikagę), którego został ostatecznie malarzem nadwornym i który nadał mu tytuł honorowy hōgen. 
Sławę zyskał jako jeden z najwybitniejszych przedstawicieli szkoły Kanō. Nadał charakter świecki dziełom o treściach religijnych. Malował pejzaże i portrety, zapoczątkował monumentalne malarstwo ścienne. Przypisuje mu się autorstwo dekoracji w zespołach świątyń buddyjskich: Daitoku-ji, Myōshin-ji i Nanzen-ji w Kioto. 
W twórczości łączył wzory chińskiego malarstwa tuszowego i cechy malarstwa rodzimego. Jego pejzaże, czerpiące z wzorów chińskich, w szczególności ze sztuki epok Song i Yuan, noszą wyraźne cechy japońskie, zwłaszcza w ekspresji i kompozycji. Tworzył dzieła monochromatyczne, jak i wielobarwne, w zależności od tematu. Charakteryzowały je łagodne kolory i delikatna kreska. Obok Sesshū najwybitniejszy malarz  ery Muromachi, uznany za mistrza także przez współczesnych mu malarzy chińskich.

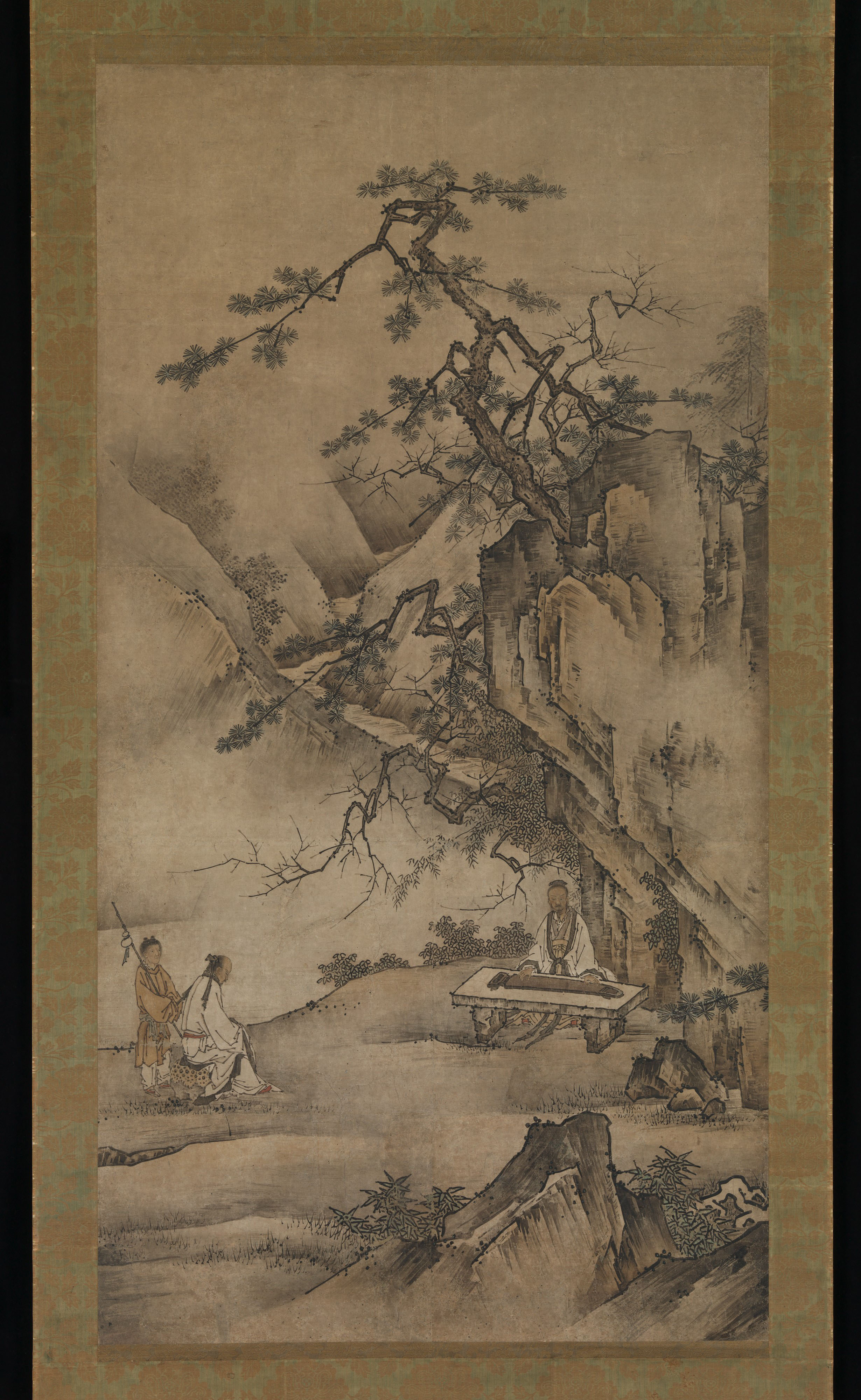
Zhong Ziqi słuchający Bo Ya grającego na qin
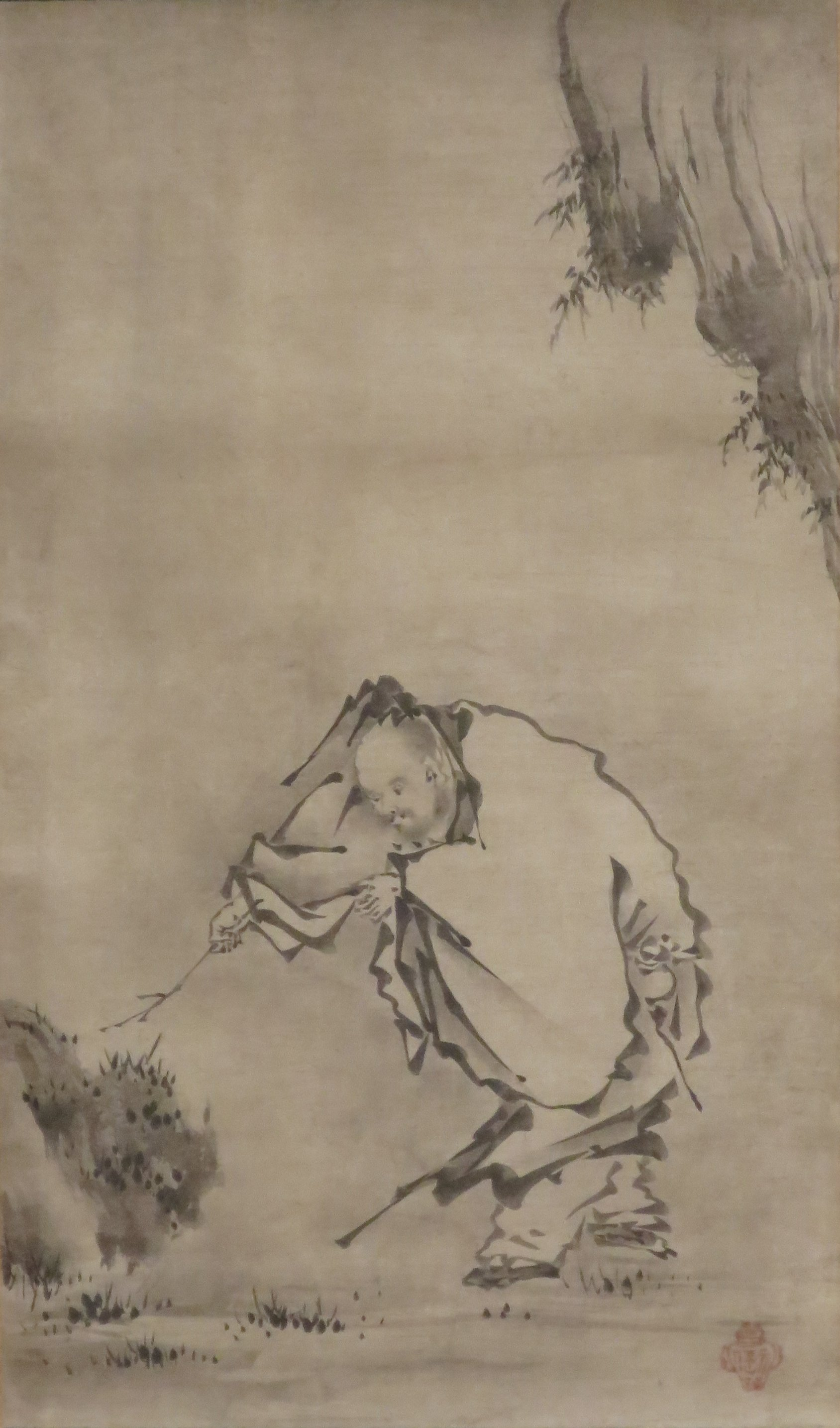
Taoistyczny nieśmiertelny Huang Chuping
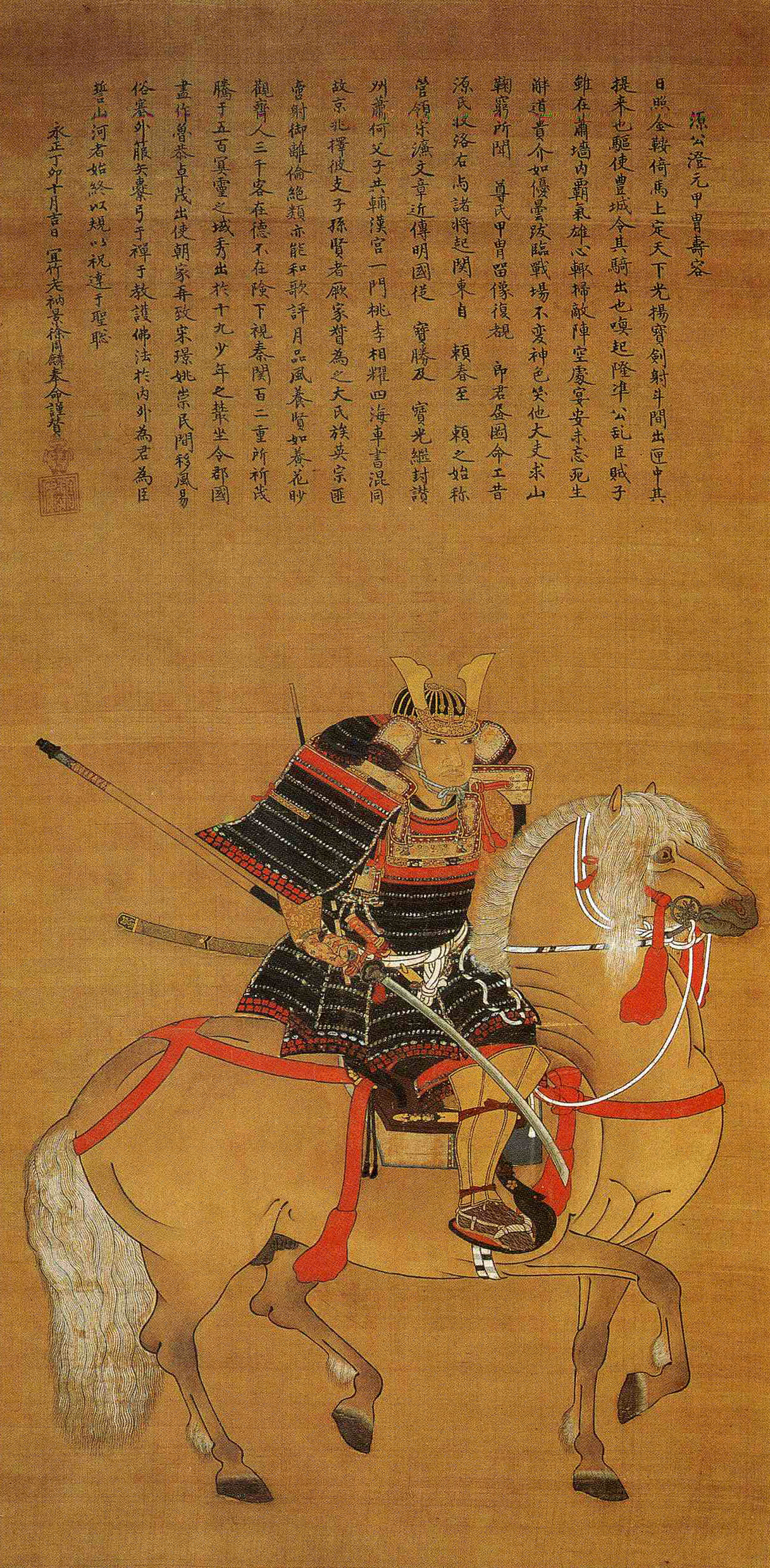
Hosokawa Sumimoto
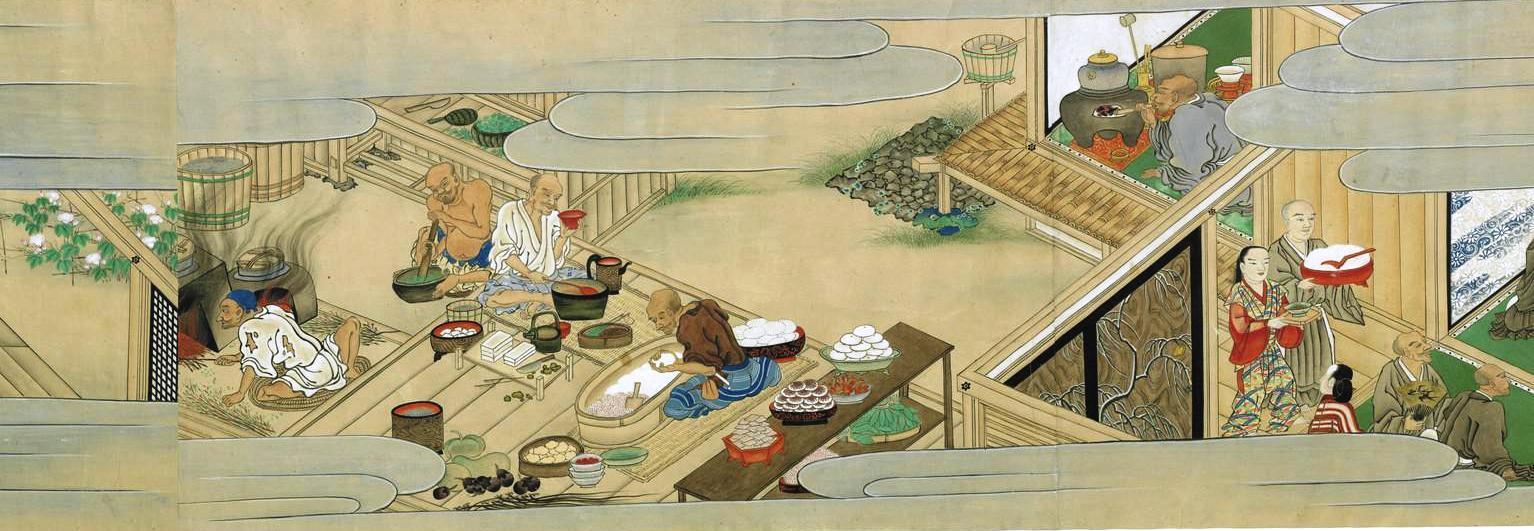
Shuhanron emaki
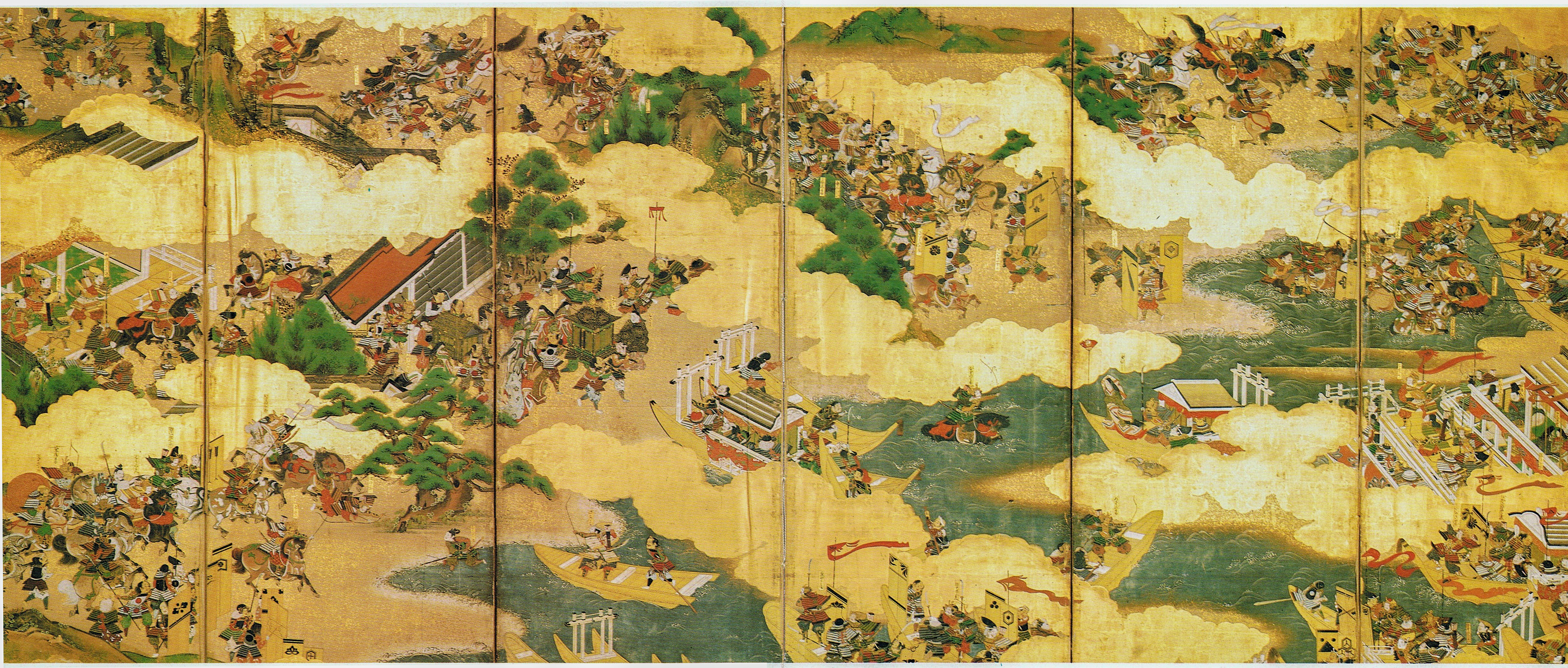
Scena z wojny Gempei (bitwa pod Yashimą)
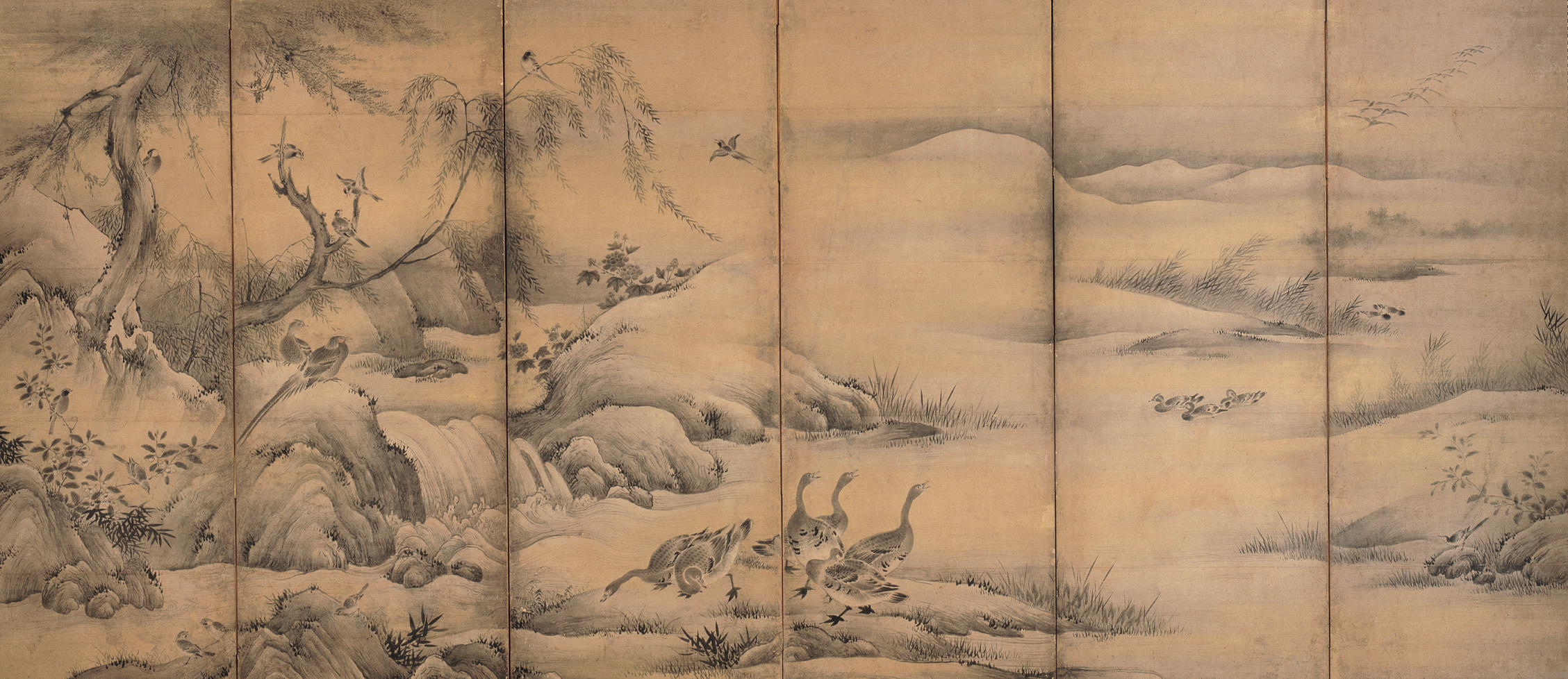
Parawan japoński z obrazem kwiatów i ptaków